# Знамённый гербовник
Знамённый гербовник — сборник знамён полков Российской империи.

## История
В 1727 году, по инициативе обер-директора над фортификацией генерала Б. К. Миниха, полкам Российской армии (которые назывались по именам шефов) вернули «территориальные» названия. Возник вопрос о знамёнах для полков.
В июне 1728 года Верховный тайный совет издал указ о введении нового образца знамён с государственным и городским гербами. Тогда же началась работа над так называемым Знамённым гербовником, все гербы этого сборника должны были в своё время занять место на соответствующих полковых знамёнах. В 1729 году под руководством Б. К. Миниха и при участии художника А. Баранова был составлен гербовник. Он включал в себя рисунки гербов для 85 полков и рисунок для знамени лейб-регимента. 8 марта 1730 года Военная коллегия получила от Правительствующего Сената уведомление, что гербы эти утверждены, и распоряжение изготовить полковые знамёна с рисунками из Знамённого гербовника.

## Список изображений, содержащихся в гербовнике
| №                        | Название                       | Герб | Описание |
| ------------------------ | ------------------------------ | ---- | --- |
| 1                        | Государственный герб           |      | Двоеглавый орёл чёрный, на главах короны, а наверху в середине Большая Императорская корона — золотые, в середине того орла Георгий на коне — белый, побеждающий змия, епанча и копьё жёлтые, венец жёлтый же, змий чёрный, поле кругом белое, а в середине красное.                                                                           |
| 2                        | Императорский вензель Петра II |      | Два покоя двойные латинские золотые, внизу цифры II. |
| 3                        | Лейб-региментский              |      | Зелёный лавровый венец под короной, поле красное. |
| Перечень полковых гербов |                                |      | |
| 4                        | Санкт-Петербургский            |      | Скипетр жёлтый, над ним герб государственный, около его два якоря серебряные, поле красное, вверху корона императорская. |
| 5                        | Ингерманландский               |      | Две стены наискось, белые с зубцами, поле лазоревое. |
| 6                        | Московский                     |      | Георгий на коне, против того, как в средине государственного герба. |
| 7                        | Киевский                       |      | В середине ангел в белом одеянии с мечом, сияние жёлтое, поле лазоревое. |
| 8                        | Владимирский                   |      | В красном поле золотой лев в короне и с крестом. |
| 9                        | Новгородский                   |      | На жёлтом престоле красная подушка и от неё к правой стороне скипетр, а к левой крест, от престола наверх подсвечник с тремя горящими свечами — жёлтые, да около престола два медведя: чёрные, поле белое. |
| 10                       | Казанский                      |      | Змей чёрный под короною золотою Казанскою, крылья красные, поле белое. |
| 11                       | Астраханский                   |      | Сабля белая под короной астраханскою, чёрен (рукоятка) и корона золотые, поле лазоревое. |
| 12                       | Сибирский                      |      | Два соболя чёрных, стоящие на задних ногах, держат лук и корон золотые, меж ими две стрелы чёрные, а перья и копья красные, поле белое. |
| 13                       | Тобольский                     |      | Пирамида золотая с воинскою арматурою, знамёна и барабаны красные, поле лазоревое. |
| 14                       | Псковский                      |      | Барс — а над ним из облака рука; стоит на земле зелёной, поле лазоревое. |
| 15                       | Смоленский                     |      | Пушка чёрная, станок жёлтый, на пушке птица жёлтая без ног, поле белое, каковое сделал Санти. |
| 16                       | Эстляндский                    |      | Такой же, как Ревельский, только без девицы. |
| 17                       | Ревельский                     |      | Три льва синие под коронами, да сверху корона, а над нею наверху девица под короною в белом одеянии; поле жёлтое. |
| 18                       | Лифляндский                    |      | Как прежде была птица гриф белая о четырёх ногах с крыльями и хвостом; поле красное; в передних ногах меч; на груди имя его императорского величества. |
| 19                       | Рижский                        |      | В золотом щите на голубом поле две красные башни с белыми спицами и между ними красные ворота, в которых изображены: рогатка и под нею львиная голова; по сторонам башни по половине чёрного орла с золотою короною, а над воротами — два накрест расположенные ключа, и выше их крест и корона золотые. Под башнями и воротами зелёная земля. |
| 20                       | Корельский                     |      | В алом поле, в котором две локтями одна к другой поворотившиеся руки в латах видны, держащие в руках, которые вниз обращены сабли, а над оными узреваются две Княжеские короны из коих верхняя больше нижней. |
| 21                       | Тверской                       |      | На серебряном стуле подушка зелёная, на подушке корона княжеская золотая, поле красное. |
| 22                       | Пермский                       |      | Белый медведь, над ним Евангелие золотое, а над ним крест серебряный, поле красное. |
| 23                       | Вятский                        |      | В руке из облака лук с одною стрелою белою, а перо чёрное, в стороне крест красный, поле жёлтое. |
| 24                       | Нижегородский                  |      | Олень красный, рога и копыта чёрные, поле белое. |
| 25                       | Черниговский                   |      | Чёрный орёл одноглавый под короною, в левой ноге крест жёлтый, а корона, нос и ноги жёлтые же. |
| 26                       | Рязанский                      |      | Князь в епанче и шапке, в руке правой меч, а в левой ножны, епанча красная, платье, сапоги и шапка зелёные, шапка же соболевая, поле жёлтое. |
| 27                       | Ростовский                     |      | Белый олень, рога и копыта жёлтые, под ним земля зелёная, поле красное. |
| 28                       | Ярославский                    |      | Стоящий медведь чёрный, на плече держит чекан красный, поле жёлтое. |
| 29                       | Белозерский                    |      | Озеро белое, в нём две стерляди жёлтые, над рыбами месяц белый, крест жёлтый, поле лазоревое. |
| 30                       | Бутырский                      |      | Центавр, а именно: по пояс человек, а ниже: туловище, ноги и хвост лошадиные белые, в руке лук со стрелою, поле красное, лук и стрела жёлтые. |
| 31                       | Троицкий                       |      | Крест жёлтый под короною, по старому, поле красное. |
| 32                       | Новотроицкий                   |      | Белый крест, в средине имя Божие на три угла жёлтое, поле красное. |
| 33                       | Белгородский                   |      | Лев лежащий жёлтый, а над ним орёл чёрный одноглавый, под ним земля зелёная, поле синее. |
| 34                       | Архангелогородский             |      | Летящий архангел в синем одеянии с огненным мечом и щитом побеждает чёрного дьявола, поле жёлтое. |
| 35                       | Вологодский                    |      | В красном поле выходящая из облака рука, держащая меч и державу. |
| 36                       | Воронежский                    |      | По-старому, две пушки на станках жёлтые, из одной пушки выстрелено, и на ней сидит орёл белый одноглавый, поле красное. |
| 37                       | Суздальский                    |      | Птица сокол в княжеской шапке, поле пополам: наверху синее, а внизу красное. |
| 38                       | Углицкий                       |      | Царевич князь Дмитрий в одеянии царском, шапка княжеская с крестом, в правой руке нож, под пазухою левой руки агнец, поле красное, одеяние и шапка золотые. |
| 39                       | Муромский                      |      | Стена белая и рука из облака, которая на золотой цепи держит княжескую корону, поле лазоревое. |
| 40                       | Галицкий                       |      | Воинская арматура жёлтая, и над нею наверху крест св. Иоанна белый, поле красное. |
| 41                       | Луцкий                         |      | Из облака рука, в руке меч перерубает змия, рука и меч белые, змей чёрный, поле красное. |
| 42                       | Азовский                       |      | Полмесяца и в нём крест серебряный, внизу две рыбы белые, поле лазоревое. |
| 43                       | Симбирский                     |      | Белая колонна под императорской короной, поле лазоревое. |
| 44                       | Пензенский                     |      | В зелёном поле три золотых снопа пшеничный, ячменный и просяной. |
| 45                       | Свияжский                      |      | Деревянный город на судах, подле него река Волга с плавающими рыбами, поле голубое. |
| 46                       | Уфимский                       |      | На красном поле белая лошадь на бегу. |
| 47                       | Севский                        |      | Сноп золотой ржаной на зелёной земле, поле синее. |
| 48                       | Орловский                      |      | Город белый с красными кровлями, на воротах орёл одноглавый чёрный, сверх орла корона золотая, в синем поле. |
| 49                       | Полтавский                     |      | Внизу поле лазоревое, вверх красное, а кругом по две стороны белые; на лазоревом поле пирамида золотая, на красном верху две шпаги, по сторонам, по правую сторона на зелёной земле знамя, на нём значит государственный герб, в средине имя императора Петра Великого, по другую сторону дерево зелёное пальм.                                |
| 50                       | Стародубский                   |      | Дуб старый, стоящий на зелёной земле, поле белое. |
| 51                       | Глуховский                     |      | Против вновь учинённого, токмо сделать яблоко покруглее. |
| 52                       | Нежинский                      |      | Поле пополам, сверху красное, а снизу лазоревое, на нём две змеи под шляпою с крыльями, а наверху две руки. |
| 53                       | Коломенский                    |      | На лазоревом поле столб белый, наверху корона, около две звёзды. |
| 54                       | Павловский                     |      | Святой Апостол Павел в красной одежде. |
| 55                       | Тамбовский                     |      | На лазоревом поле золотой улей, стоящий на зелёной земле. Над ним три золотые пчёлы. |
| 56                       | Козловский                     |      | Козёл белый, поле красное, земля зелёная. |
| 57                       | Коротояцкий                    |      | Магазейн красный, а под ним рог с довольством, внизу река, поле лазоревое. |
| 58                       | Елецкий                        |      | На белом поле олень красный, над ним ель зелёная. |
| 59                       | Каргопольский                  |      | Белый баран, лежащий в огне на дровах, что учинил Санти, поле лазуревое. |
| 60                       | Устюжский                      |      | Лежащий Нептун на берегу держит в обеих руках кувшины, из которых льётся вода в одно место; кувшины красные, вода белая, поле зелёное. |
| 61                       | Олонецкий                      |      | Рука белая из облака держит щит синий, а в высподи четыре ядра на цепях чёрные, поле жёлтое. |
| 62                       | Ладожский                      |      | Шлюза, ворота золотые, стены красные, поле лазоревое. |
| 63                       | Шлиссельбургский               |      | Ключ золотой под короною императорскою золотою, внизу крепость белая, поле синее. |
| 64                       | Невский                        |      | Столб синий, шпага серебряная, эфес золотой, ключ золотой же, поле красное. |
| 65                       | Кронштатский                   |      | Вдоль половина, поле красное, а другое лазоревое, на лазоревом караульная высокая башня с фонарём, наверху корона, а на красном поле чёрный котёл, кругом острова вода. |
| 66                       | Кроншлотский                   |      | На море Кроншлот белый, наверху корона и флаг, поле лазоревое. |
| 67                       | Выборгский                     |      | На лазуревом поле внизу литера W, поперёк полоса золотая, под нею три короны, а сверху два ангела с крыльями, в одеянии красном, крылья у одного лазуревые, а у другого жёлтые. |
| 68                       | Кексгольмский                  |      | Остров зелёный, кругом его вода белая, к острову ворота с башнями кирпичные, поле синее, под воротами имя императорского величества Петра Великого. |
| 69                       | Нарвский                       |      | Крест красной, по обе стороны вверху два цветка. |
| 70                       | Иванегородский                 |      | Город белый на зелёной земле, вверху поле лазоревое, на нём орёл двоеглавый летящий, в устах у орла имя царя Ивана Васильевича. |
| 71                       | Венденский                     |      | В золотом щите на белом поле красный город с башнями, над воротами которого рыцарь в доспехах, вооружённый мечом и щитом. |
| 72                       | Эзельский                      |      | Орёл жёлтый, поле лазоревое. |
| 73                       | Перновский                     |      | Из облак рука в красном одеянии белая, держит крест, а подле его ключ белый, поле лазоревое. |
| 74                       | Питершанский                   |      | Петровы шанцы красные на камне белом, поле лазоревое. |
| 75                       | Дерптский                      |      | На зелёной земле ворота и две башни красные, в воротах в полумесяце звезда, наверху рогатка, над ним шпага с ключом, а сверху корона. |
| 76                       | Копорский                      |      | Камень белый, над ним облако, поле лазоревое. |
| 77                       | Ямбургский                     |      | Орёл, взирающий на сияющее солнце. |
| 78                       | Дорогобужский                  |      | В золотом щите на красном поле три серебряных бунта пеньки, поставленных на зелёной земле. |
| 79                       | Якутский                       |      | На престоле белом Евангелие золотое, поле белое. |
| 80                       | Енисейский                     |      | Две белки красные, а сверху самострел чёрный, поле белое. |
| 81                       | Томский                        |      | Человек, стоявший в рудокопном платье, в руках рудокопательные инструменты, поле жёлтое. |
| 82                       | Самарский                      |      | Дикая коза белая, стоящая на траве, поле лазоревое. |
| 83                       | Царицынский                    |      | Два белые осетра, поле красное. |
| 84                       | Терский                        |      | Арбуз зелёный, вверху две кисти виноградные красные, поле вверху белое, а внизу жёлтое. |
| 85                       | Курский                        |      | Белое поле, наискось идущая синяя полоса и на ней три белые летящие куропатки. |
| 86                       | Брянский                       |      | В красном поле золотая мортира, а по обеим сторонам положено по куче чёрных бомб. |
| 87                       | Путивльский                    |      | Верхняя половина поля белая, нижняя жёлтая, в средине — красная полоса, кругом по краям с чёрным, на полосе два челнока с красными цевками. |
| 88                       | Рыльский                       |      | На жёлтом поле чёрная кабанья голова. |
| 89                       | Бахмутский                     |      | В красном поле две пушки, на них сидит птица, внизу под зелёной горой деревянный "соляной магазин". |
| 90                       | Фридрихсгамский                |      | В средине лотка и наверху корона. |
| 91                       | Сергиевский                    |      | В зелёном поле большой чёрный орёл, схватывающий когтями волка. |
| 92                       | Билярский                      |      | В белом поле, на зелёной земле, скачущая лось и переломленная ель. |
| 93                       | Шешминский                     |      | В чёрном поле, на зелёной земле, скачущий кабан. |
| 94                       | Алексеевский                   |      | В голубом поле бобр, лежащий на зелёной земле, подле воды. |
| 96                       | Чугуевский                     |      | Поле разделено по горизонтали на три части. Вверху на жёлтом поле две скрещённые сабли, в середине на красном поле три белых полумесяца, внизу на белом поле виноградные грозди с листьями. |